# 4849 Ardenne
4849 Ardenne este un asteroid din centura principală, descoperit pe 17 august 1936 de Karl Reinmuth.